# モータル・コンバット (映画)
『モータル・コンバット』（原題：Mortal Kombat）は、1995年制作のアメリカ合衆国のアクション映画。
ミッドウェイゲームズが開発・発売した対戦型格闘ゲーム「モータルコンバット」を映画化した格闘技アクション映画。ストーリーは1と2がベースとなっており、キャラクターは1から3までのものが登場する。ただし、シャオ・カーンとライデンが兄弟となっているなど、ゲームとは異なる設定がいくつかある。続編『モータルコンバット2』も制作された。ポール・W・S・アンダーソン監督。

## あらすじ
武術家のリュウ・カンは弟を何者かに殺された。復讐を誓ったリュウは伝説の闘神ライデンの助言で、謎の人物シャン・ツンの主催で香港沖の孤島で開催される武術大会“モータル・コンバット”に出場することにする。
一方、ハリウッドでアクション・スターとして活躍するジョニー・ケイジも今以上に名声を得るため、また、女捜査官のソニア・ブレイドも自分の相棒を殺した犯罪組織の幹部・カノウを追って香港にやってくる。そしてリュウはシャン・ツンこそが弟の仇であることを、ソニアはカノウのボスがシャン・ツンであることを知る。
すると3人の前にライデンが現れ、驚くべきことを告げる。彼らが出場しようとしている武術大会“モータル・コンバット”は実は、地球の戦士と魔界からの使者であるシャン・ツンの操る魔界の邪悪な戦士との戦いであった。シャン・ツンがこの戦いに10回勝利すると、地球は永遠に魔界のものになってしまうという。そしてシャン・ツンは既に9回勝利していた。3人は地球の戦士の最後の切り札として、ライデンから選ばれたのだった。
リュウたちはカノウを始め、手から蛇状のムチを放つスコーピオンや、冷気を武器とするサブゼロ、4本腕の巨人ゴローらシャン・ツン率いる魔人と地球の存亡をかけて壮絶な戦いを繰り広げる。

## キャスト
| 役名                       | 俳優                                                          | 日本語吹替                                          | 日本語吹替                 | 日本語吹替 |
| 役名                       | 俳優                                                          | VHS版                                               | DVD・BD版                  |            |
| -------------------------- | ------------------------------------------------------------- | --------------------------------------------------- | -------------------------- | ---------- |
| ライデン                   | クリストファー・ランバート                                    | 磯部勉                                              | 坂口賢一                   |            |
| リュウ・カン               | ロビン・ショウ                                                | 成田剣                                              | 岩田光央                   |            |
| ジョニー・ケイジ           | リンデン・アシュビー                                          | 安原義人                                            | 千葉進歩                   |            |
| シャン・ツン               | ケイリー＝ヒロユキ・タガワ                                    | 樋浦勉                                              | 伊藤栄次                   |            |
| ソニア・ブレイド           | ブリジット・ウィルソン                                        | 岡本麻弥                                            | 五十嵐麗                   |            |
| キタナ                     | タリサ・ソト                                                  | 水谷優子                                            | 小林けい                   |            |
| カノウ                     | トレヴァー・ゴダード                                          | 大友龍三郎                                          | 遠藤純一                   |            |
| スコーピオン               | クリス・カサマッサ                                            |                                                     |                            |            |
| サブゼロ                   | フランソワ・プティ                                            |                                                     |                            |            |
| リープテイル（レプタイル） | キース・H・クック                                             |                                                     |                            |            |
| ゴロー                     | トム・ウッドラフ Jr. （声・ケビン・マイケル・リチャードソン） | 郷里大輔                                            | 樫井笙人                   |            |
| シャオ・カーンの声         | フランク・ウェルカー                                          |                                                     |                            |            |
| ジャックス                 | グレゴリー・マッキンニー                                      | 松本大                                              | 高瀬右光                   |            |
| ボイド師範                 | ピーター・ジェイソン                                          | 宝亀克寿                                            | 高瀬右光                   |            |
| アート・リーン             | ケネス・エドワーズ                                            | 星野充昭                                            | 八戸優                     |            |
| リュウの祖父               |                                                               | 城山堅                                              | 遠藤純一                   |            |
| その他                     | N/A                                                           | 塚田正昭 仲野裕 落合弘治 麻生智久 小野英昭 柳沢栄治 | 加勢田進 佐藤晴男 佐伯洋史 |            |
| 日本語版制作スタッフ       |                                                               |                                                     |                            |            |
| 演出                       | 演出                                                          | 高桑一                                              | 小川利夫                   |            |
| 翻訳                       | 翻訳                                                          | 久保喜昭                                            | フェルヴァント             |            |
| 調整                       | 調整                                                          | 重光秀樹                                            |                            |            |
| VTR編集                    | VTR編集                                                       | 田平亜由美                                          |                            |            |
| 制作担当                   | 制作担当                                                      | 渡辺剛 （ケイエスエス）                             |                            |            |
| 制作                       | 制作                                                          | ケイエスエス                                        | コスモプロモーション       |            |

## リブート
全米で2021年4月23日に公開。日本では2021年6月18日に公開。
- 2016年にリブートの構想が報じられる[5][6]。
- 制作は北米の映画会社・ニュー・ライン・シネマ。プロデューサーはジェームズ・ワン。
- 監督はオーストラリア出身のCMディレクター、サイモン・マコイッド。